# Željka Zelić Nedeljković
Željka Zelić Nedeljković (Subotica, 7. lipnja 1980.) je hrvatska novinarka i književnica iz Vojvodine. Piše romane i poeziju.

## Životopis
Završila je studij novinarstva u Zagrebu, na Hrvatskim studijima.
Zamjenica je glavnoga i odgovornoga urednika subotičkog Zvonika, suradnica je IKA-e - Informativne katoličke agencije, Hrvatske riječi, Radio-Subotice, Hrvatskog povijesnog portala, Glasa koncila, kalendara Subotičke Danice, članica Nakladničkog vijeća NIU Hrvatska riječ i Uredništva časopisa za književnost i umjetnost "Nova riječ" (Zavod za kulturu vojvođanskih Hrvata). Tajnica Hrvatskog društva katoličkih novinara sa sjedištem u Zagrebu bila je od 2003. do 2006. godine.
U književnosti se pojavila romanom Bezdan, koji joj je 2006. godine izašao u nakladi "Hrvatske riječi". 
Analizirajući njen roman, književnik Milovan Miković je ukazao na to da Željka Zelić svojim romanom čuva slijed "ženskog pisma" u književnosti bačkih i srijemskih Hrvata, nastavljajući se na djela koje su napisale Mara Đorđević-Malagurski, Mara Švel-Gamiršek, Jasna Melvinger i Marica Vujković. Šest godina poslije pojavljuje se sa zbirkom pjesama (intimna) Kronika srca koja je koncem 2013. objavljena u nakladi NIU "Hrvatska riječ" iz Subotice (pogovor: Davor Bašić Palković). U prikazu ove knjige, Nevena Mlinko je ustvrdila: "Knjiga se sastoji od pet dijelova naslovljenih kao Početak, Borba, Rastanak, Odlazak i Susret. Svaki od ciklusa sadrži pet klasičnih dijelova drame te oni predstavljaju drame u malom. Nije toliko čvrsta povezanost cjeline zbirke kroz kronološki slijed događanja jer on nije jasno ocrtan, stamen, niti uhvatljiv. /.../ Ovo svoje razmišljanje o Željkinoj knjizi nazvala sam Prevarom povijesti jer se po meni upravo to i dogodilo ovom zbirkom: nije ispisana samo jedna povijest, a pogotovo ne onako kako sve novije vjerodostojne povijesti pišu i kako završavaju – prahom zemaljskim. Na tome čestitam!" 
Željka Zelić priredila je knjigu sabranih pjesama Alekse Kokića U sjenama ravnice koja je u povodu 100. obljetnice rođenja „pjesnika bunjevačkih bijelih salaša“ u nakladi Zavoda za kulturu vojvođanskih Hrvata izašla u listopadu 2013. godine. 
Koncem 2015. godine, iz tiska je u nakladi NIU Hrvatska riječ izašla njena druga zbirka pjesama Slikam te riječima (pogovor: Nevena Mlinko). U svojemu pogovoru, Nevena Mlinko ističe: "Druga zbirka poezije Željke Zelić Slikam te riječima tematski se nadovezuje na njezin pjesnički prvijenac (intimna) Kronika srca iz 2013. godine. Ako je prvim objavljenim stihovima tuđim pogledima bilo dopušteno zaći u sramežljive predjele intime lirskog subjekta, drugom zbirkom sam subjekt preuzima inicijativu, samouvjereno i suvereno izlažući svoje uratke uz poziv drugima da participiraju – gledaju tj. čitaju, suosjećaju, daju svoju ocjenu. Prevladavajuća tema ljubavnog previranja uz manje varijacije ostaje u osnovi nepromijenjena u pjesničkom opusu mlade autorice, ali je pomak očit u stilskom nijansiranju pojedinih segmenata ove zbirke pjesama. /.../ Zbirka Slikam te riječima sastoji se od lapidarnih i razuđenih pjesama, kratkih slika u nekoliko stihova do bujice riječi ispaljenih i poput bumeranga vraćenih u sam subjekt. Pjesme su grupirane u četiri ciklusa: Ulje na dlanu, Akvarel u očima, Pastele u grlu i Mozaik pod nogama. /.../ Autoreferencijalnost uzima veći udio u novoj zbirci Željke Zelić negoli u prvoj. Poezija jest utočište (“Kap/ tražim sjaja,/ pjesmom –/ na mračnim mjestima”), a riječ životvorni princip: i kad je tuđa i kad je vlastita („Riječi tvoje –/ oporuke moje,/ trudne –/ u meni se stišću”), i kad se izgovori i kad se proguta („Nije još vrijeme/ da ti kažem svoje pravo Ime”), kad je bedem i kad je odraz bespomoćnosti („riječi u koje/ ponekad se stisnem”). U toj igri bez granica vrijeme se nameće kao snažni ambivalentni pratilac lirskog subjekta na putovanju ka izvoru života, usputnog skloništa ili stranputice."
Objavila je i izlagala nekoliko radova na stručno-znanstvenim skupovima (Duhovna lirika Alekse Kokića, Religiozni motivi u poeziji Stanislava Prepreka, Književna kritika u starim godištima Klasja naših ravni (1935. – 1944.), Lirika bačkih Hrvata u XX. stoljeću, Novinski žanrovi u Bunjevačkim i šokačkim novinama). 

## Nagrade i priznanja
Dobitnica je priznanja za ustrajno i kvalitetno praćenje redovničkih zbivanja, kojega joj je dodijelila Komisija za komunikacije i tisak Hrvatske unije viših redovničkih poglavarica i Hrvatske konferencije viših redovničkih poglavara (1. veljače 2007. godine).
Dobitnica je priznanja "Dr. Ferenc Bodrogvári" koje dodjeljuje Skupština grada Subotice svake godine istaknutim kulturnim stvaraocima, mlađim od 40 godina, na području književnosti, likovne i glazbene umjetnosti koji su svojim djelima i činjenjima pridonijeli razvoju kulturnog života Subotice, ili dali doprinos na polju kulture u zemlji i inozemstvu, uzimajući u obzir zapažena ostvarenja u prethodnoj kalendarskoj godini. Priznanje je dodiljeno 27. lipnja u Velikoj vijećnici Gradske kuće u Subotici.

## Djela
- Bezdan, roman, NIU Hrvatska riječ, 2006.
- (intimna) Kronika srca, zbirka poezije, NIU Hrvatska riječ, 2013.
- Slikam te riječima, zbirka poezije, NIU Hrvatska riječ, 2015.

## Vanjske poveznice
- Radio-Subotica  Arhivirana inačica izvorne stranice od 21. listopada 2007. (Wayback Machine), Knjiška produkcija vojvođanskih Hrvata u 2007.
- Hrvatski povijesni portal  Arhivirana inačica izvorne stranice od 28. srpnja 2014. (Wayback Machine) Željka Zelić - Nagrađena suradnica HPP-a
- Hrvatska riječ  Arhivirana inačica izvorne stranice od 17. travnja 2008. (Wayback Machine) Ukazivanje na kršćanske vrednote (Željka Zelić o svom romanu)
- Hrvatska riječ[neaktivna poveznica] Mi više ne postojimo?
- Radio Subotica  Arhivirana inačica izvorne stranice od 30. ožujka 2008. (Wayback Machine) Tko još slavi 8. mart? (o ulozi žene u obitelji i društvu)
- Hrvatska riječ[neaktivna poveznica] Mediji trebaju služiti cijeloj zajednici
- Svjetlo Riječi  Arhivirana inačica izvorne stranice od 4. ožujka 2008. (Wayback Machine) O Uskrsnim običajima bačkih Hrvata
- Hrvatska riječ  Arhivirana inačica izvorne stranice od 2. kolovoza 2012. (Wayback Machine) Roman u književnosti vojvođanskih Hrvata, 13. veljače 2009.